# 181627 Philgeluck
181627 Philgeluck este o planetă minoră (asteroid) din centura de asteroizi. A fost descoperită pe 8 decembrie 2006 la Tenagra II Observatory⁠(d) de Jean-Claude Merlin⁠(d) și a fost numită după Philippe Geluck⁠(d). 
Obiectul prezintă o orbită caracterizată de o semiaxă mare de 2,3646734054197 UAi, o excentricitate de 0,08, o înclinație de 2 ° în raport cu ecliptica.